# Stazione di Gattinara
La stazione di Gattinara, posta lungo la linea Santhià-Arona, è al servizio dell'omonimo comune. Risulta priva di traffico dal 2012.

## Storia

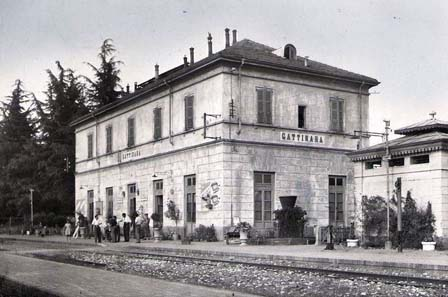
La stazione in una cartolina d'epoca

La stazione entrò in funzione il 16 gennaio 1905, con l'apertura del primo tratto fra Santhià e Borgomanero della ferrovia Santhià-Arona. Originariamente era dotata di tre binari passanti e di un scalo merci, fornito di due binari e raccordato allo stabilimento Pozzi-Richard Ginori, in seguito dismesso.
Il movimento era svolto in regime di giunto telefonico mediante il quale il Dirigente Unico coordinava il personale addetto al movimento della stazione nell'effettuazione di incroci e precedenze. Oltre al servizio di biglietteria era possibile spedire posta o merci in piccole partite. Il personale della stazione lavorava su due turni giornalieri. I carri merci che la stazione lavorava erano, negli anni settanta, circa 6.000 all'anno; 1.800 erano i carri per la lavorazione e la spedizione in loco dei prodotti dallo stabilimento Pozzi Richard Ginori.
Nel 1987, con l'introduzione sulla linea ferroviaria del sistema di controllo centralizzato del traffico, la stazione venne dotata di apparato ACEI, che sostituì i precedenti impianti per la manovra degli enti del piazzale comandati manualmente dal personale. Tale sistema permise il controllo a distanza, mediante esercizio con Dirigente Centrale Operativo. Il fabbricato venne inoltre ristrutturato e dotato di impianto di informazioni ai viaggiatori acustico-visivo e una nuova illuminazione delle banchine.
All'inizio degli anni novanta nella stazione venne dismesso il servizio merci, con lo smantellamento dello scalo e dei binari inutilizzati. A metà degli anni 2000, l'amministrazione comunale realizzò sull'area dell'ex scalo merci ferroviario un piazzale dedicato all'arrivo e alla partenza delle autolinee in coincidenza con le corse ferroviarie denominato Movicentro.
Dal 2001 la gestione dell'intera linea, e con essa quella della stazione di Gattinara, passò in carico a Rete Ferroviaria Italiana la quale ai fini commerciali classifica l'impianto nella categoria "Bronze".
La stazione risulta senza traffico dal 17 giugno 2012, per effetto della sospensione del servizio sulla linea.

## Strutture e impianti
La stazione è dotata di due binari, di cui il secondo di corretto tracciato e il primo per gli incroci e precedenze con i deviatoi percorribili a 60 km/h. L'impianto è telecomandato a distanza con sistema CTC, sotto il controllo del Dirigente Centrale Operativo con sede a Torino Lingotto.
Il fabbricato viaggiatori si dispone su due piani e fu chiuso al pubblico in occasione dell'automazione della linea; al piano terra erano presenti gli uffici per il servizio movimento e commerciale, al piano superiore gli alloggi del personale.

## Movimento
La stazione era in ultimo servita da treni regionali di Trenitalia fino al 17 giugno 2012, giorno in cui la linea è stata sospesa al traffico per decisione della Regione Piemonte e sostituito da autocorse.

## Interscambi
La stazione, permette l'interscambio con i servizi delle autolinee interurbane.
- Fermata autobus